# 스코티노스파이라과
스코티노스파이라과(Scotinosphaeraceae)는 알파 분류학에서, 녹조식물문 갈파래강에 속하는 조류과의 하나이다. 스코티노스파이라목(Scotinosphaerales)의 유일한 과로 2개 속에 9종을 포함하고 있다.

## 하위 종
- 켄트로스파이라속 (Kentrosphaera) - 유일종 K. gloeophila
- 스코티노스파이라속 (Scotinosphaera) Klebs, 1881 - 8종